# Historický román
Historický román je román, jehož děj se odehrává v minulosti, kterou autor sám nezažil. Bývá zasazen nejčastěji do vzdálenější minulosti, především do období významných historických změn. Je zpravidla psán obvyklým jazykem, někdy jsou ale některé části textu (např. dialogy) k dokreslení koloritu psány archaičtějším jazykem. Popisy se (ne vždy úspěšně) snaží o historicky věrné líčení a vystižení dané doby.

## Varianty a příbuzné žánry
Historický román jako literární žánr se rozděluje na tři typy (někdy jsou však obtížně rozlišitelné):
- typ mimetický - autor je obeznámen s historickou látkou a jde mu především o věrohodnost, důraz je kladen na vylíčení prostředí (např. Walter Scott, Alois Jirásek)
- typ projekční - zabývá se nadčasovými tématy, minulost slouží autorovi jako projekční plátno pro problémy současnosti, někdy i za cenu anachronismů (např. Markéta Lazarová)
- typ atraktivizační ("kostýmní") - historické prostředí slouží k ozvláštnění románu, většinou dobrodružných a milostných příběhů (Alexandre Dumas starší)[1]

Podle toho, jak zachovává princip historické věrnosti, je možno odlišit historický román v užším slova smyslu od románu historizujícího, jehož základním znakem je modernizace a aktualizace dějin. Romantický i realistický historický román v užším slova smyslu je charakterizován obvykle velkorysou epičností, individuální osudy postav jsou v souladu s charakterem historického dění a rámcem příběhu jsou historická fakta. Za nejčistší projev tohoto žánru se považují široké historické fresky spojující aspekt dějový i psychologický. Relativně samostatným subžánrem jsou historicko-dobrodružné romány a historické detektivní romány.
Podmínkou pro označení historický román je, že autor románu osobně nezažil v románu popisované události (literárnímu historiku proto údaj o autorově datu narození a informace o případném zapojení v událostech, které autor popisuje, pomůže v zařazení románu mezi historické). Kronikářský román je charakterizován tím, že se vypravěč stylizuje do role nálezce či vydavatele rukopisu nebo deníku, který byl napsán starým kronikářem.
Přechodným útvarem mezi románem ze současnosti a historickým románem je román retrospektivní, který pojednává o minulosti, která je součástí individuální autorovy i obecně společenské paměti (jako optimální hranice mezi románem historickým a retrospektivním se jeví časový odstup zhruba šedesáti let). Nejčastějším případem románu retrospektivního jsou rodové kroniky. Pokud časový román popisuje události celé generace, bývá označován jako generační román.
K příbuzným historického románu lze řadit také romány alternativní historie nebo fantasy příběhy využívající historických kulis.
V jiném pojetí bývají uváděny jako subžánry historického románu:
- románové biografie
- historické detektivky
- historické romance a rodinné ságy
- námořní a pirátské romány
- alternativní historie
- historická fantasy

## Prvky historického románu
Historický román je záznam minulosti, je to příběh, který podává svědectví o minulých událostech. Základní koncept historického románu je minulý čas. Při popisu minulosti odhaluje historický román kulturu minulosti a duchovní podobu minulého člověka. Jedním z nejdůležitějších prvků je také jazyk historického románu. Třetím důležitým elementem tohoto žánru je malebnost a exotičnost minulosti.
Historicky román je určen:
- umístěním děje do minulosti, kterou autor nemohl sám zažít
- použitím historiografických faktů
- použitím popularních vyprávěcích motivů a postupů
- národně reprezentativní rolí
- připraveností k podrobnější žánrové klasifikaci

Vztah mezi historií a historickým románem, popřípadě vztah mezi faktem a fikcí, je jedním z největších problémů historického románu. Evropané zdůrazňují v historickém románu elementy literárnosti, z pragmatického anglického a amerického hlediska má ovšem historický román status dokumentární fikce, případně je přímo zvláštní formou dějepisectví. Dějepisectví a historický román se v minulosti rozvíjely souběžně a ve vzájemné závislosti.[zdroj?]

## Historie
Historický román jako žánr vznikl v 1. polovině 19. století za romantismu, jako součást romantického obdivu k historii - prvním historickým románem byl Waverley Waltera Scotta (1814). Za předchůdce však můžeme považovat starověké a středověké eposy nebo gotické romány nebo díla německé spisovatelky Benedikty Naubertové. V romantické literatuře byly historické romány, mimetického a zejména atraktivizačního typu, velmi četné (W. Scott, V. Hugo, A. Dumas starší). Ve 2. polovině 19. století v období realismu se klade vyšší důraz na znalost dějinných reálií, vznikají rozsáhlá i několikasvazková díla, autoři se zabývají úvahami o smyslu minulého (L.N. Tolstoj, H. Sienkiewicz, B. Prus, G. Flaubert). Ve 20. století se v historickém románu objevuje též kritický a ironický pohled na dějiny, vznikají románové biografie významných osobností, postmodernismus pak vytváří romány projekčního typu. K významným autorům patří L. Feuchtwanger, H. Mann, T. Wilder, M. Waltari, U. Eco.
O vývoji historického románu v rámci české literatury viz Český historický román.